# Něfťanik Almetěvsk
Něfťanik Almetěvsk je ruský hokejový tým z Almeťjevsku v Rusku, kde hraje druhou nejvyšší ruskou ligu VHL. Tým má v barvách bílou, červenou a zelenou. Hraje v Dvorec sporta Jubilejnyj aréně. 

## Historie
Klub byl založen v roce 1965 jako Sputnik Almeťjevsk. Tým byl v roce 1996 přejmenován na Něfťanik Almeťjevsk. Klub v roku 1979 vyhrál Třídu B sovětské hokejové ligy.

## Údaje
- Liga:
  - 1966–1979 Třída B sovětské hokejové ligy (čtvrtá nejvyšší soutěž v Sovětském svazu
  - 1979–1992 Druhá sovětská hokejová liga (třetí nejvyšší soutěž v Sovětském svazu)
  - 1992–1993 Všeruská hokejová liga (druhá nejvyšší soutěž v Rusku)
  - 1993–1994 Otevřené mistrovství Ruska v ledním hokeji (třetí nejvyšší soutěž v Rusku)
  - 1994–2012+ Všeruská hokejová liga (druhá nejvyšší soutěž v Rusku)